# Цурканович Іларіон Юрійович
Іларіон Юрійович Цурканович (12 січня 1878 — 1947, Прага) — громадський діяч, журналіст та політик Буковини та Закарпаття, належав до русофільського напрямку.

## Життєпис
Народився у селі Давидівці, вищу освіту здобув у Чернівецькому університеті. Брав участь у молодіжних організаціях русофільського напрямку, як журналіст стежив за подіями на Марамарош-Сигетських процесах.
Під час Першої світової війни заарештований за звинуваченням у «русофільській діяльності», отримав смертний вирок, замінений на довічне ув'язнення. Після амністії 1917 року виїхав до Чехії. З 1919 року — постійно живе у Закарпатті, бере участь у політичній діяльності як один з засновників Карпаторуської партії. У 1929-1935 роках — депутат сенату. 
Після 1939 року — у Празі. Видав граматику російської мови. Помер наприкінці (?) 1940-х.